# Quincié-en-Beaujolais
Quincié-en-Beaujolais es una comuna francesa situada en el departamento de Ródano, de la región de Auvernia-Ródano-Alpes.

## Demografía
| 1 047 | 1 056 | 1 022 | 1 018 | 1 059 | 1 121 | 1 170 | 1 318 |
| Para los censos de 1962 a 1999 la población legal corresponde a la población sin duplicidades (Fuente: INSEE [Consultar]) |       |       |       |       |       |       |       |